# シビルスカヤ原子力発電所
シビルスカヤ原子力発電所 (ロシア語: Сибирская АЭС)はトムスク州セヴェルスクに立てられた原子力発電所。トムスク-7やトムスク原子力発電所としても知られる。ソ連第二の原子力発電所で、最初に立てられたオブニンスクが6MWしか発電力がないのと比べ発電容量が大きく、事実上初の商業規模の原子力発電所であった。
また、トムスク-7として軍事目的のための核物質の転換、濃縮、再処理やプルトニウム生産なども行っていた。同施設では1993年4月6日、軍事用再処理施設において爆発が起こり、放射性物質が放出されるトムスク事故が起こっている。
なお、2008年をもってすべての原子炉は運転を終了しており、冷却塔も全て解体処分されている。

## 原子炉
| 原子炉 | 炉型   | 正味発電量 | 総発電量 | 状態     | 試運転 | 閉鎖         |
| ------ | ------ | ---------- | -------- | -------- | ------ | ------------ |
| I-1    | 黒鉛炉 | 9 MW       | 10 MW    | 運転停止 | 1955年 | 1990年       |
| EI-2   | 黒鉛炉 | 9 MW       | 10 MW    | 運転停止 | 1958年 | 1990年       |
| ADE-3  | 黒鉛炉 | 9 MW       | 10 MW    | 運転停止 | 1962年 | 1992年       |
| ADE-4  | 黒鉛炉 | 9 MW       | 10 MW    | 運転停止 | 1963年 | 2008年       |
| ADE-5  | 黒鉛炉 | 9 MW       | 10 MW    | 運転停止 | 1967年 | 2008年6月5日 |

## 註
1. ↑  Cochran, Arkin, Norris, Sands: Soviet Nuclear Weapons, S.81 (englisch)
2. ↑  Dieser Reaktor lieferte Fernwärme für die Stadt Sewersk.
3. ↑  ADE-5 reactor stopped (englisch)